# Platydipteron
Platydipteron är ett släkte av tvåvingar. Platydipteron ingår i familjen puckelflugor.
Kladogram enligt Catalogue of Life:
| Platydipteron | \| \| Platydipteron balli \| \| \| \| \| \| Platydipteron plaumanni \| \| \| \| |
|               | \| \| Platydipteron balli \| \| \| \| \| \| Platydipteron plaumanni \| \| \| \| |
|               | Platydipteron balli                                                             |
|               |                                                                                 |
|               | Platydipteron plaumanni                                                         |
|               |                                                                                 |